# فرانكا
فرانكا (بالبرتغالية: França‏) (مواليد 2 مارس 1976) هو لاعب كرة قدم. يلعب مع منتخب البرازيل لكرة القدم منذ عام 2000.

## وصلات خارجية
- فرانكا على موقع رابطة كرة القدم اليابانية للمحترفين (اليابانية)
- فرانكا على موقع قاعدة بيانات كرة القدم.إي يو (الإنجليزية)
- فرانكا على موقع بيانات كرة القدم. دي إي (الألمانية)
- فرانكا على موقع ناشيونال فوتبول تيمز (الإنجليزية)
- فرانكا على موقع Soccerway.com (الإنجليزية)
- فرانكا على موقع عالم كرة القدم.نت (الإنجليزية)